# Autrans
Autrans korábbi község (település) Franciaországban, Isère megyében. 2016. január 1-jén Méaudre községgel egyesült és Autrans-Méaudre en Vercors új község része lett.
Lakosainak száma 1560 fő (2018. január 1.). Autrans Montaud, Veurey-Voroize, Engins, Lans-en-Vercors, Autrans-Méaudre-en-Vercors, Noyarey, La Rivière, Saint-Gervais és Méaudre községekkel határos.

## Népesség
A település népességének változása:
| Lakosok száma | 980  | 988  | 1370 | 1406 | 1541 | 1681 | 1640 | 1616 | 1543 | 1560 |
|               | 1962 | 1968 | 1982 | 1990 | 1999 | 2008 | 2011 | 2013 | 2017 | 2018 |